# Przekładnia falowa

Zasada działania przekładni falowej.
Elementy:
– generator fali (żółty)
- podatny wieniec (czerwony)
- tuleja (niebieski)

Przekładnia falowa – przekładnia mechaniczna, w której przekazywanie napędu odbywa się przez przesuwanie się fali odkształcenia podatnego wieńca.
Przekładnia składa się z trzech podstawowych elementów:
- elementu sztywnego
- generatora fali
- elementu podatnego

Cechy przekładni falowej:
- sprawność 0,7-0,85
- przełożenie 1:50-1:300
- cichobieżność
- duża liczba par zębów współpracujących przy małych prędkościach wejścia w przypór

Przekładnie falowe dzielą się na:
- przekładnie zębate
- przekładnie cierne
- przekładnie gwintowe
- przekładnie łańcuchowe

Zastosowanie:
- mechanizmy napędowe o dużych przełożeniach
- robotyka